# Diego García Campos
Diego García Campos (Madrid, 18 aprile 2000) è un calciatore spagnolo, attaccante del Leganés.

## Caratteristiche tecniche
Gioca come centravanti.

## Carriera
García ha iniziato a giocare a calcio nelle giovanili di Real Madrid, Alcobendas e Rayo Vallecano. Nel 2018 è stato promosso nel Rayo Vallecano B ed ha debuttato in Tercera División il 6 dicembre nell'incontro vinto 2-0 contro l'Alcalá. Ha segnato il suo primo gol il 22 settembre 2019, contro il AD Torrejón.
Il 6 ottobre 2020 è stato acquistato dal Leganés, che lo ha inizialmente assegnato alla formazione B. Ha debuttato in prima squadra il 16 maggio 2021 nell'incontro di Segunda División vinto 3-0 contro l'UD Logroñés.
Il 3 agosto 2022 è stato ceduto in prestito al Fuenlabrada per tutta la stagione. Titolare al centro dell'attacco, ha segnato 13 gol in 36 partite risultando il capocannoniere della squadra. Rientrato al Leganés, è stato confermato in prima squadra dove ha ottenuto un posto nell'undici titolare, contribuendo alla vittoria del campionato con 12 gol in 42 partite.

## Statistiche

### Presenze e reti nei club
Statistiche aggiornate al 19 agosto 2024.
| Stagione        | Squadra          | Campionato      | Campionato | Campionato | Coppe nazionali | Coppe nazionali | Coppe nazionali | Coppe continentali | Coppe continentali | Coppe continentali | Altre coppe | Altre coppe | Altre coppe | Totale | Totale | Totale |
| Stagione        | Squadra          | Comp            | Pres       | Reti       | Comp            | Pres            | Reti            | Comp               | Pres               | Reti               | Comp        | Pres        | Reti        | Pres   | Reti   |        |
| --------------- | ---------------- | --------------- | ---------- | ---------- | --------------- | --------------- | --------------- | ------------------ | ------------------ | ------------------ | ----------- | ----------- | ----------- | ------ | ------ | ------ |
| 2018-2019       | Rayo Vallecano B | TD              | 2          | 0          |                 | -               | -               |                    | -                  | -                  |             | -           | -           | 2      | 0      |        |
| 2019-2020       | Rayo Vallecano B | TD              | 16         | 2          |                 | -               | -               |                    | -                  | -                  |             | -           | -           | 16     | 2      |        |
| 2020-2021       | Leganés B        | TD              | 25         | 13         |                 | -               | -               |                    | -                  | -                  |             | -           | -           | 25     | 13     |        |
| 2021-2022       | Leganés B        | SDR             | 28         | 8          |                 | -               | -               |                    | -                  | -                  |             | -           | -           | 28     | 8      |        |
| 2020-2021       | Leganés          | SD              | 3          | 0          | CR              | 0               | 0               |                    | -                  | -                  |             | -           | -           | 3      | 0      |        |
| 2021-2022       | Leganés          | SD              | 4          | 0          | CR              | 1               | 0               |                    | -                  | -                  |             | -           | -           | 5      | 0      |        |
| 2022-2023       | Fuenlabrada      | PF              | 36         | 13         | CR              | 1               | 0               |                    | -                  | -                  |             | -           | -           | 37     | 13     |        |
| 2023-2024       | Leganés          | SD              | 42         | 12         | CR              | 2               | 0               |                    | -                  | -                  |             | -           | -           | 44     | 12     |        |
| 2024-2025       | Leganés          | PD              | 1          | 0          | CR              | 0               | 0               |                    | -                  | -                  |             | -           | -           | 1      | 0      |        |
| Totale carriera | Totale carriera  | Totale carriera | 157        | 48         |                 | 4               | 0               |                    | -                  | -                  |             | -           | -           | 161    | 48     |        |

## Palmarès

### Club

#### Competizioni nazionali
- Segunda División: 1

Leganés: 2023-2024